# Grammy Award al miglior album rock
Il Grammy Award al miglior album rock (Grammy Award for Best Rock Album) è un premio Grammy assegnato al gruppo o autore solista che ha prodotto il miglior album discografico rock dell'anno.

## Vincitori e candidati

### Anni 1990
- 1995

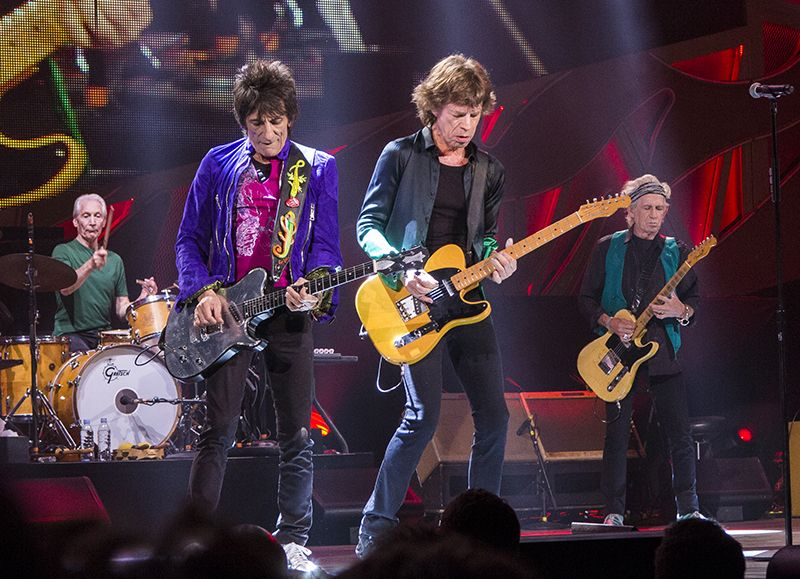
The Rolling Stones, i primi a vincere il premio di questa categoria. Hanno ricevuto il premio in questa categoria due volte: nel 1995 e nel 2025.

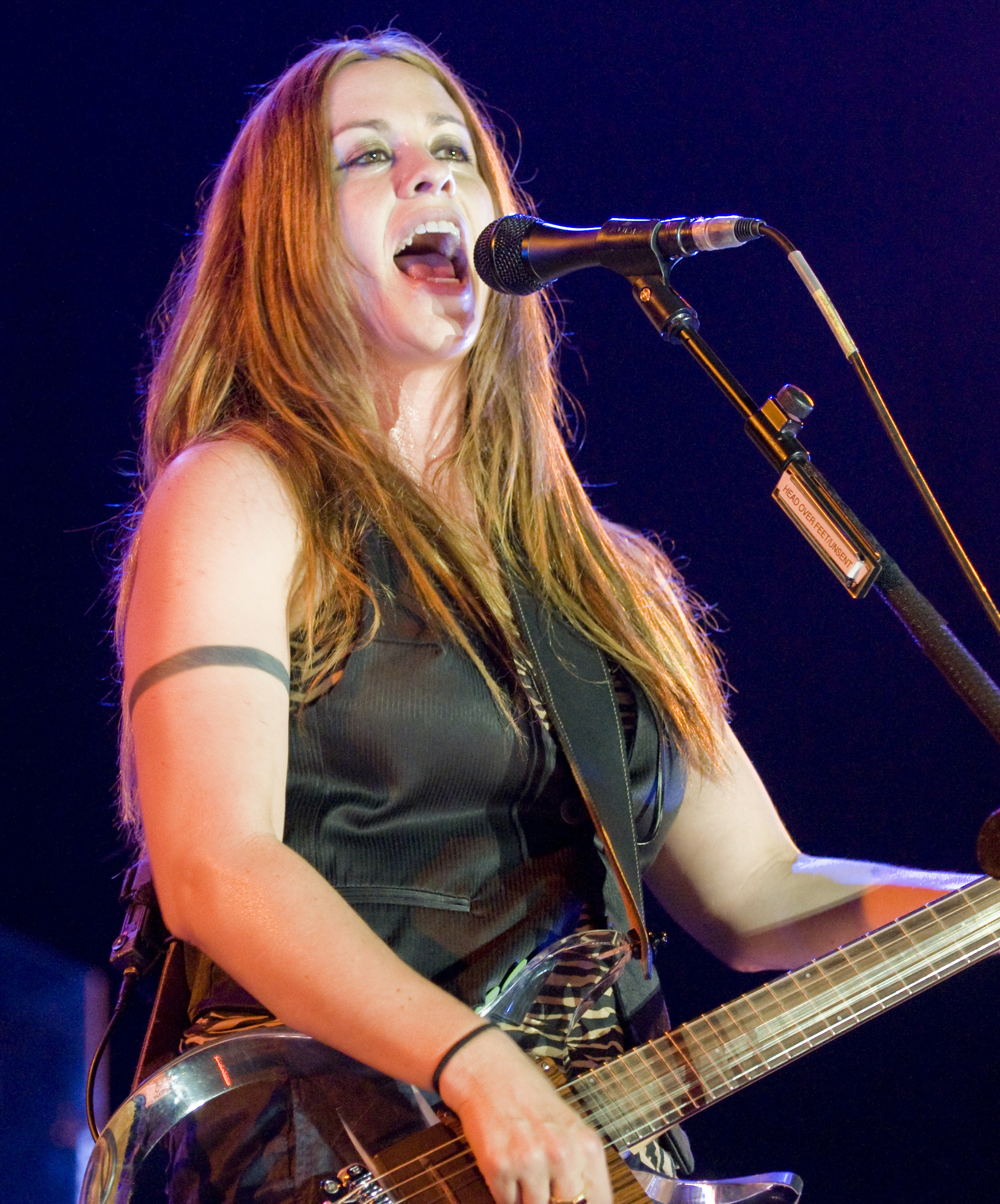
Alanis Morissette, la prima donna a vincere in questa categoria, ha ricevuto il premio nel 1996.

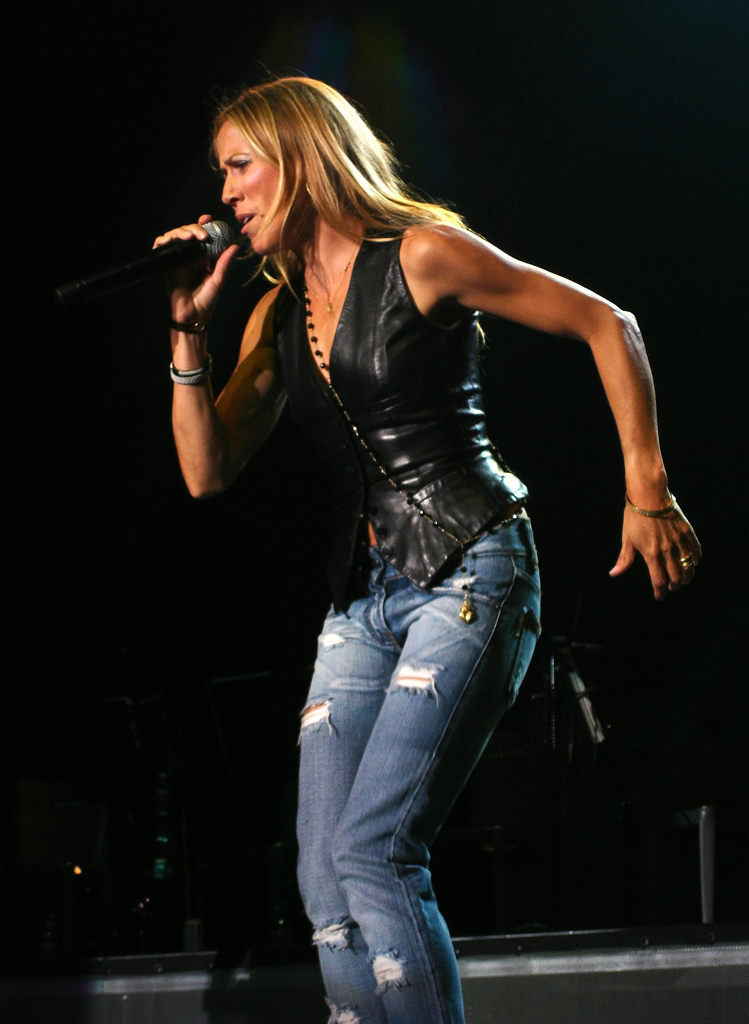
Sheryl Crow ha vinto 2 volte in questa categoria: nel 1997 e nel 1999.

  - Voodoo Lounge - The Rolling Stones
  - Vs. - Pearl Jam
  - Monster - R.E.M.
  - Superunknown - Soundgarden
  - Sleeps with Angels - Neil Young e Crazy Horse
- 1996
  - Jagged Little Pill - Alanis Morissette
  - Forever Blue - Chris Isaak
  - Vitalogy - Pearl Jam
  - Wildflowers - Tom Petty
  - Mirror Ball - Neil Young
- 1997
  - Sheryl Crow - Sheryl Crow
  - Crash - Dave Matthews Band
  - Tragic Kingdom - No Doubt
  - Road Tested - Bonnie Raitt
  - Broken Arrow - Neil Young e Crazy Horse
- 1998
  - Blue Moon Swamp - John Fogerty
  - Nine Lives - Aerosmith
  - The Colour and the Shape - Foo Fighters
  - Bridges to Babylon - The Rolling Stones
  - Pop - U2
- 1999
  - The Globe Sessions - Sheryl Crow
  - Before These Crowded Streets - Dave Matthews Band
  - Premonition - John Fogerty
  - Version 2.0 - Garbage
  - Celebrity Skin - Hole

### Anni 2000
- 2000
  - Supernatural - Santana
  - Breakdown - Melissa Etheridge
  - Significant Other - Limp Bizkit

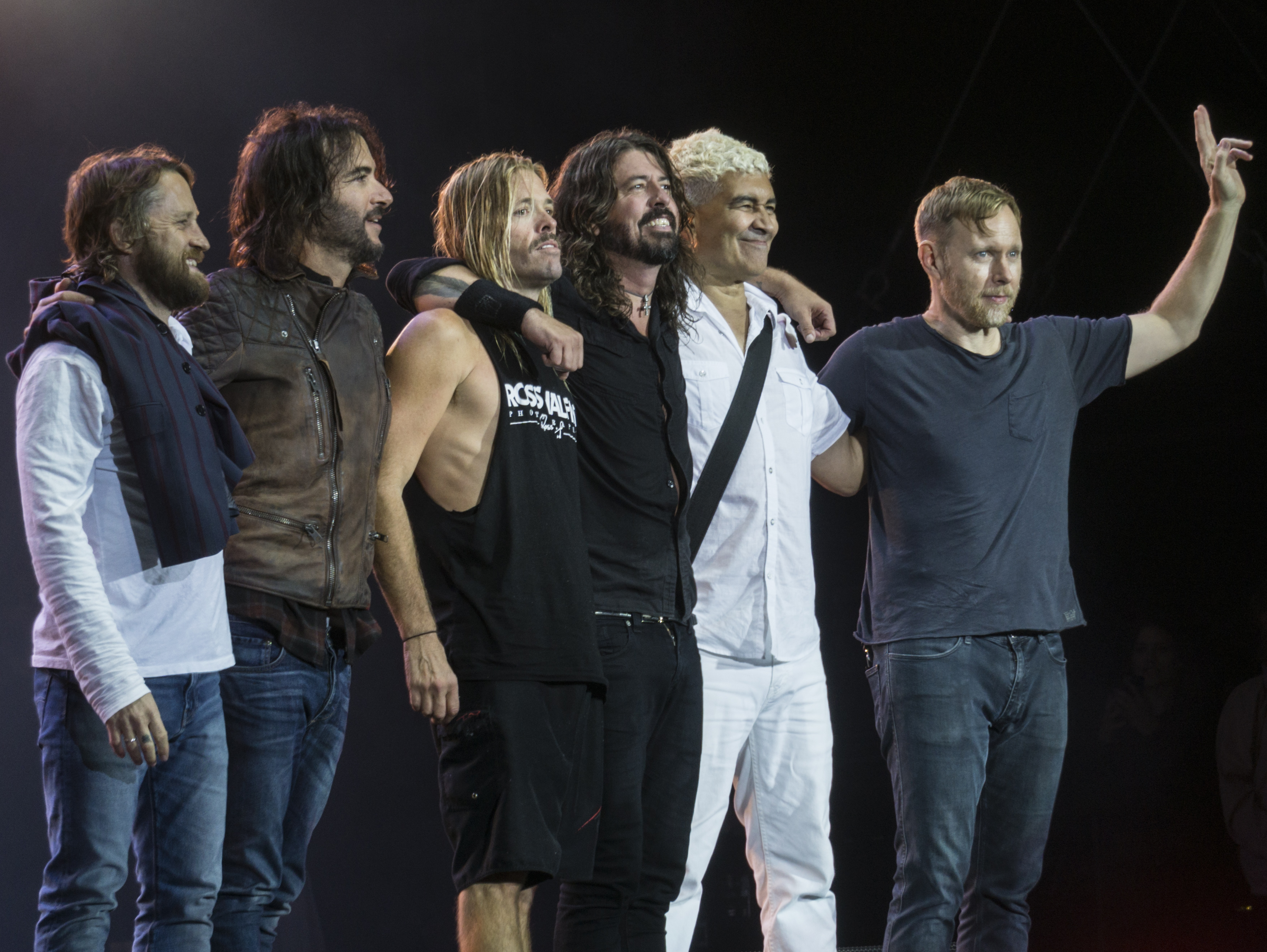
I Foo Fighters ha vinto 5 volte, in questa categoria, su 7 candidature.

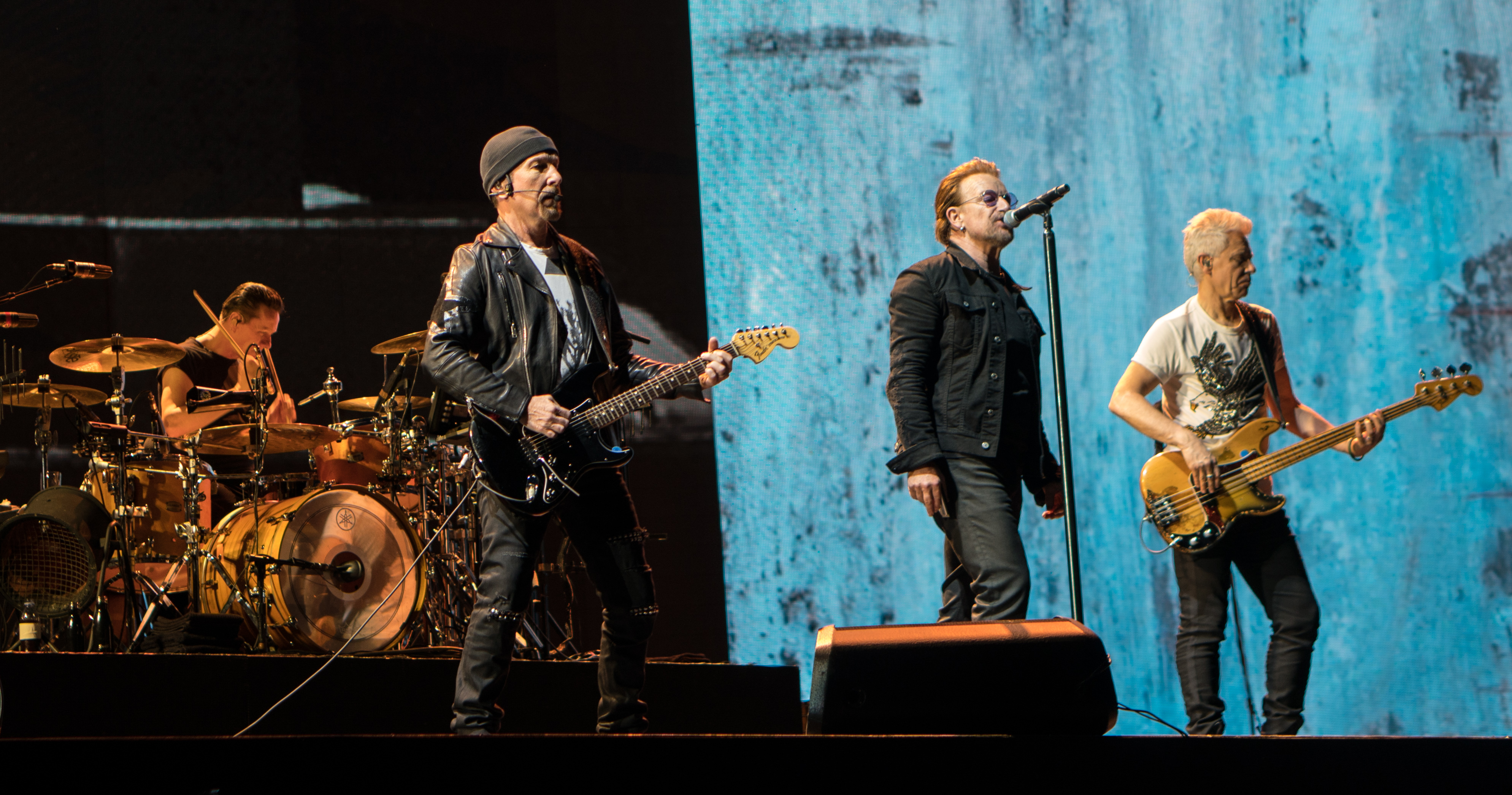
Gli U2 hanno ricevuto 3 candidature e hanno vinto 2 volte.

  - Californication - Red Hot Chili Peppers
  - Echo - Tom Petty and the Heartbreakers
- 2001
  - There Is Nothing Left to Lose - Foo Fighters
  - Crush - Bon Jovi
  - Mad Season - Matchbox Twenty
  - Return of Saturn - No Doubt
  - The Battle of Los Angeles - Rage Against the Machine
- 2002
  - All That You Can't Leave Behind - U2
  - Gold - Ryan Adams
  - Just Push Play - Aerosmith
  - Stories from the City, Stories from the Sea - PJ Harvey
  - Hybrid Theory - Linkin Park
- 2003
  - The Rising - Bruce Springsteen
  - When I Was Cruel - Elvis Costello
  - C'mon C'mon - Sheryl Crow
  - Dreamland - Robert Plant
  - Head on Straight - Tonic
- 2004
  - One by One - Foo Fighters
  - Audioslave - Audioslave
  - Fallen - Evanescence
  - More Than You Think You Are - Matchbox Twenty
  - The Long Road - Nickelback
- 2005
  - American Idiot - Green Day
  - The Delivery Man - Elvis Costello and the Imposters
  - The Reason - Hoobastank
  - Hot Fuss - The Killers
  - Contraband - Velvet Revolver
- 2006
  - How to Dismantle an Atomic Bomb - U2
  - X&Y - Coldplay
  - In Your Honor - Foo Fighters
  - A Bigger Bang - The Rolling Stones
  - Prairie Wind - Neil Young
- 2007
  - Stadium Arcadium - Red Hot Chili Peppers
  - Try! - John Mayer Trio
  - Highway Companion - Tom Petty
  - Broken Boy Soldiers - The Raconteurs
  - Living with War - Neil Young
- 2008
  - Echoes, Silence, Patience & Grace - Foo Fighters
  - Daughtry - Daughtry
  - Revival - John Fogerty
  - Magic - Bruce Springsteen
  - Sky Blue Sky - Wilco
- 2009
  - Viva la vida or Death and All His Friends - Coldplay
  - Rock n Roll Jesus - Kid Rock
  - Only by the Night - Kings of Leon
  - Death Magnetic - Metallica
  - Consolers of the Lonely - The Raconteurs

### Anni 2010
- 2010[1]

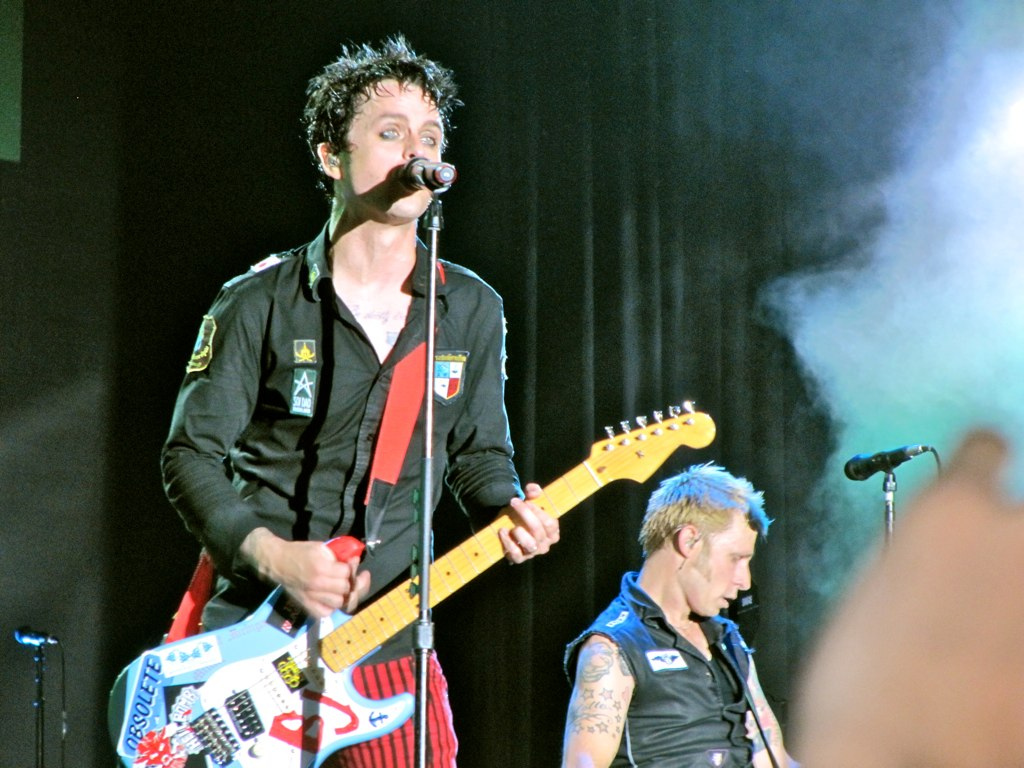
I Green Day hanno vinto 2 volte in questa categoria: nel 2005 e nel 2010.

  - 21st Century Breakdown - Green Day
  - Black Ice - AC/DC
  - Live from Madison Square Garden - Eric Clapton e Steve Winwood
  - Big Whiskey and the GrooGrux King - Dave Matthews Band
  - No Line on the Horizon - U2
- 2011[2]
  - The Resistance - Muse
  - Emotion & Commotion - Jeff Beck
  - Backspacer - Pearl Jam
  - Mojo - Tom Petty and the Heartbreakers
  - Le Noise - Neil Young
- 2012
  - Wasting Light - Foo Fighters
  - Rock 'n' Roll Party (Honoring Les Paul) - Jeff Beck
  - Come Around Sundown - Kings of Leon
  - I'm with You - Red Hot Chili Peppers
  - The Whole Love - Wilco
- 2013
  - El Camino - The Black Keys
  - Mylo Xyloto - Coldplay
  - The 2nd Law - Muse
  - Wrecking Ball - Bruce Springsteen
  - Blunderbuss - Jack White
- 2014
  - Celebration Day - Led Zeppelin
  - 13 - Black Sabbath
  - The Next Day - David Bowie
  - Mechanical Bull - Kings of Leon
  - ...Like Clockwork - Queens of the Stone Age
  - Psychedelic Pill - Neil Young con Crazy Horse
- 2015[3]
  - Morning Phase - Beck
  - Ryan Adams - Ryan Adams
  - Turn Blue - The Black Keys
  - Hypnotic Eye - Tom Petty and the Heartbreakers
  - Songs of Innocence - U2
- 2016[4]
  - Drones - Muse
  - Chaos and the Calm - James Bay
  - Kintsugi - Death Cab for Cutie
  - Mister Asylum - Highly Suspect
  - .5: The Gray Chapter - Slipknot
- 2017[5][6]
  - Tell Me I'm Pretty - Cage the Elephant
  - California - Blink-182
  - Magma - Gojira
  - Death of a Bachelor - Panic! at the Disco
  - Weezer - Weezer
- 2018[7][8]
  - A Deeper Understanding - The War on Drugs
  - Emperor of Sand - Mastodon
  - Hardwired... to Self-Destruct - Metallica
  - The Stories We Tell Ourselves - Nothing More
  - Villains - Queens of the Stone Age
- 2019[9][10]
  - From the Fires - Greta Van Fleet
  - Rainier Fog - Alice in Chains
  - Mania - Fall Out Boy
  - Prequelle - Ghost
  - Pacific Daydream - Weezer

### Anni 2020
- 2020[11]
  - Social Cues - Cage the Elephant
  - Amo - Bring Me the Horizon
  - In the End - The Cranberries
  - Trauma - I Prevail
  - Feral Roots - Rival Sons
- 2021[12]
  - The New Abnormal - The Strokes
  - A Hero's Death - Fontaines D.C.
  - Kiwanuka - Michael Kiwanuka
  - Daylight - Grace Potter
  - Sound & Fury - Sturgill Simpson
- 2022[13]

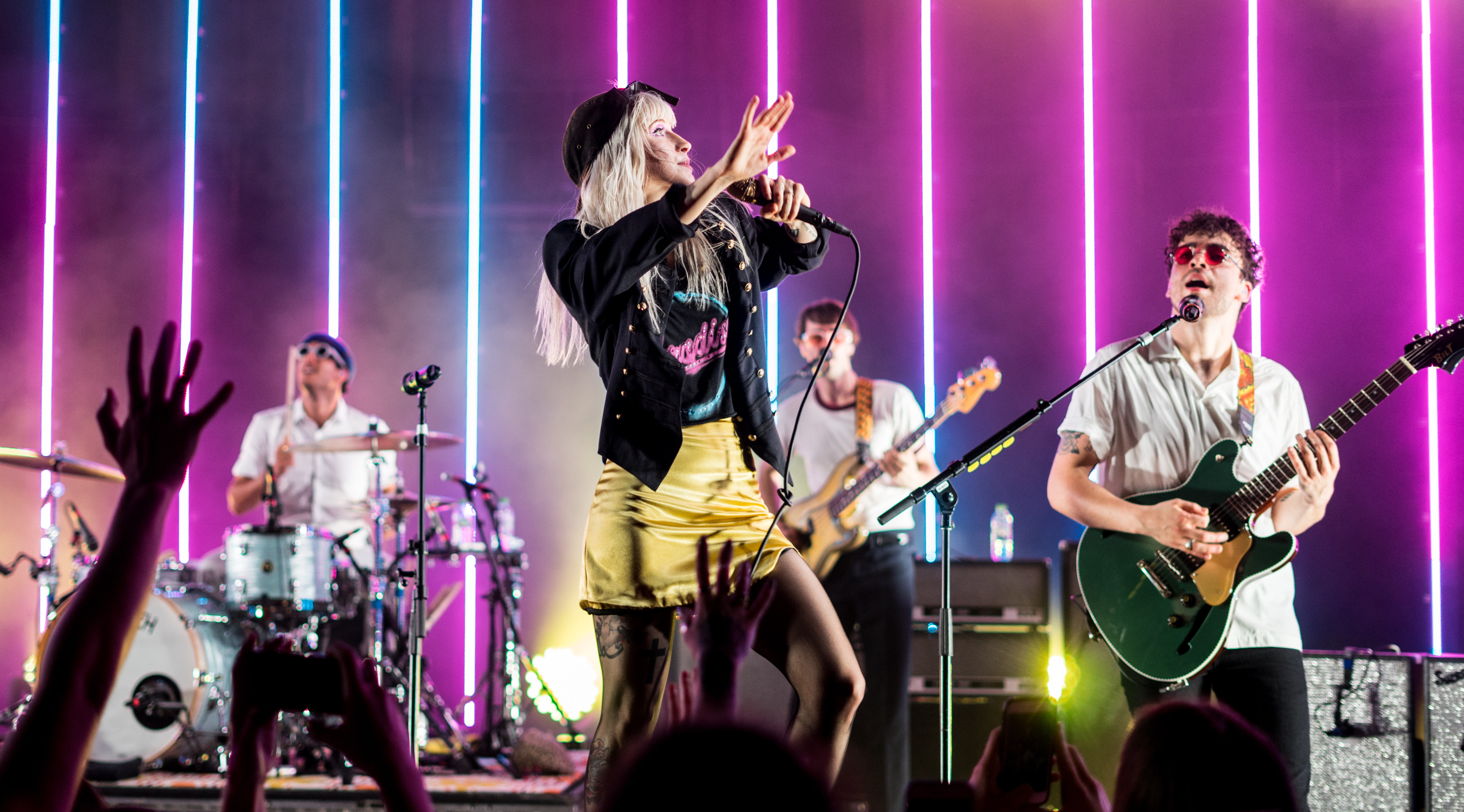
Paramore, vincitori nel 2024.

  - Medicine at Midnight - Foo Fighters
  - Power Up - AC/DC
  - Capitol Cuts - Live From Studio A - Black Pumas
  - No One Sings Like You Anymore Vol. 1 - Chris Cornell
  - McCartney III - Paul McCartney
- 2023[14]
  - Patient Number 9 - Ozzy Osbourne
  - Dropout Boogie - The Black Keys
  - The Boy Named If - Elvis Costello and The Imposters
  - Crawler - IDLES
  - Mainstream Sellout - Machine Gun Kelly
  - Lucifer on the Sofa - Spoon
- 2024[15][16]
  - This Is Why – Paramore
  - But Here We Are – Foo Fighters
  - Starcatcher – Greta Van Fleet
  - 72 Seasons – Metallica
  - In Times New Roman... – Queens of the Stone Age

- 2025[17]
  - Hackney Diamonds – The Rolling Stones
  - Happiness Bastards – The Black Crowes
  - Romance – Fontaines D.C.
  - Saviors – Green Day
  - Tangk – Idles
  - Dark Matter – Pearl Jam
  - No Name – Jack White